# سوله (سقز)
قرية سوله (بالكردية: سۆڵە) هي إحدى القرى التابعة لـخورخوره في ريف قسم زيويه من مقاطعة سقز، في محافظة كردستان الإيرانية.

## السكان
حسب إحصاءات سنة 2006، بلغ إجمالي السكان في سوله 108 نسمة وعدد المساكن 19 مسكن. لغة سكان سوله هي اللغة الكردية و هم من أهل السنة والجماعة والمذهب الشافعي.